# Gesamtvertretung
Die Gesamtvertretung ist die Form der Stellvertretung durch mehrere Personen. Diese sind dann nur in Gemeinschaft zur Vertretung ermächtigt. In diesem Fall liegt die Vertretungsberechtigung nicht bei einem einzelnen. Das Gegenstück zur Gesamtvertretung ist die Einzelvertretungsbefugnis. Wird einem Vertreter Einzelvertretungsbefugnis erteilt, so ist er auch alleine ohne die Mitwirkung von weiteren Vertretern zur Vertretung berechtigt.

## Anwendungsfälle

### Gesetzlicher Regelfall
Das deutsche Recht sieht die Gesamtvertretung häufig als Regelfall vor, sofern nicht im Einzelfall etwas anderes vereinbart wird:
- die Eltern als gesetzliche Vertreter ihres Kindes (§ 1629 Abs. 1 Satz 2 BGB),
- die Gesellschaft bürgerlichen Rechts (GbR) oder Sozietät,
- den Vorstand als Vertreter der Aktiengesellschaft (§ 78 Abs. 2 AktG),
- die Geschäftsführer der GmbH (§ 35 Abs. 2 S. 1 GmbHG).

Bei der GbR sind die aktuellen Gesellschafter gesamtvertretungsbefugt. Das gilt auch bei der Liquidation der GbR oder Sozietät (vgl. auch § 709, § 714 BGB; § 125 Abs. 2 HGB). Auch bei vertraglicher Einzelvertretung gilt im Liquidationsstadium wieder die Gesamtvertretung. Das gilt, wenn keine andere Regelung im Vertrag enthalten ist und keine andere Regelung bezüglich der Liquidatoren enthalten ist.

### Vertragliche Abweichungen
Auch dort, wo das Gesetz die Gesamtvertretung als Regelfall definiert, gibt es in der Regel die Möglichkeit, für den Einzelfall von dieser allgemeinen Regel abzuweichen. So gilt nach dem § 35 Abs. 2 s. 1 GmbHG die Gesamtvertretung "es sei denn, dass der Gesellschaftsvertrag etwas anderes bestimmt." Nach § 78 Abs. 2 S. 1 AktG gilt Gesamtvertretung nur "wenn die Satzung nichts anderes bestimmt". Bei der Gesellschaft bürgerlichen Rechts kann gem. § 710 BGB einem Gesellschafter die Geschäftsführung übertragen werden, was dann gem. § 714 BGB bedeutet, dass er insoweit die Gesellschaft ebenfalls alleine vertreten kann.
Für eine Abweichung von der Gesetzlichen Regelung ist für GmbHs und Aktiengesellschaften wie aus den zitierten Textstellen hervorgeht erforderlich, dass die Einräumung einer weiterreichenden Vertretungsbefugnis bereits in der Satzung vorgesehen ist.

#### Einzelvertretungsberechtigung
Die größte Flexibilität wird durch die Einräumung einer Einzelvertretungsberechtigung oder Einzelvertretungsbefugnis erreicht. In diesem Fall kann der jeweilige Geschäftsführer oder Vorstand die Gesellschaft alleine vertreten. Dabei kann es durchaus noch Einschränkungen im Innenverhältnis geben. Das bedeutet, dass die Gesellschafter einem Geschäftsführer inhaltliche Weisungen oder Grenzen aufgeben können, die dieser zu beachten hat (vgl. § 37 Abs. 1 GmbHG oder § 82 Abs. 2 AktG). Diese Beschränkungen gelten dann jedoch nur im Verhältnis zwischen dem Geschäftsführer und der Gesellschaft, die er vertritt. Im Verhältnis zu Dritten sind diese Beschränkungen ohne rechtliche Wirkung, sodass die Geschäftsführer trotz Beschränkungen im Innenverhältnis die Gesellschaft im Verhältnis zu Dritten grundsätzlich unbeschränkt vertreten können (vgl. § 37 Abs. 2 GmbHG oder § 82 Abs. 1 AktG).

#### Unechte Gesamtvertretung
In einer weiteren Spielart wird eine Zwischenlösung zwischen Gesamtvertretung und Einzelvertretung gewählt. In diesem Fall wird in der Satzung vorgesehen, dass zwar nicht stets alle Geschäftsführer zusammen handeln müssen, dass aber immer mindestens zwei Geschäftsführer zusammen oder ein Geschäftsführer zusammen mit einem Prokuristen zeichnen müssen. Auch mit so einer Lösung kann man handlungsfähiger sein, als mit einer Gesamtvertretungslösung, bei der gegebenenfalls alle (also auch mehr als zwei) Geschäftsführer mitwirken müssten. Entscheidend ist die weitere Hürde gegenüber der Einzelvertretung, die durch das Vieraugenprinzip entsteht.

## Gemeinsame Vertretung
Gibt mindestens eine dieser Personen die fragliche Willenserklärung nicht mit ab, fehlt es an der erforderlichen Vertretungsmacht und der Vertrag ist schwebend unwirksam, also von der Genehmigung des Vertretenen abhängig (§ 177 Abs. 1 BGB). Auch bei vorher vereinbarter Einzelvertretung greift im Liquidationsstadium im Normalfall wieder die Gesamtvertretung ein.

## Fehlende Heilung
Bei einer Kündigung muss die Erklärung gemeinsam erfolgen. Eine Heilung des Fehlers ist nicht möglich. Es kommt nur eine neue Kündigung – ohne Rückwirkung – in Betracht.

## Untervertretung
Denkbar ist, dass alle Gesamtvertretungsberechtigten einem oder mehreren von ihnen wirksam Untervollmacht erteilen. Dann sind Verträge wirksam, wenn sie „für die Gesellschaft, vertreten durch …“ abgeschlossen worden sind. Entsprechend muss eine Klage „für die Gesellschaft, vertreten durch ...“ erhoben werden.